# Jean Montero
Jean Claudio Montero Berroa, meglio noto come Jean Montero (Santo Domingo, 3 luglio 2003), è un cestista dominicano, professionista con Overtime Elite, di cui è stato il primo giocatore internazionale.

## Carriera

### Club

#### Inizi e giovanili
Nato a Santo Domingo, Montero cresce giocando a basket e baseball. Gioca per la prima volta a basket con il cugino vicino a casa sua, usando le ruote di una vecchia bicicletta come canestro. Inizia a praticare seriamente lo sport all'età di 10-11 anni, quando entra nel settore di Villa Juana del Club DOSA. Montero si trasferisce successivamente al Club Mauricio Báez, anche questo con sede a Villa Juana.
Dopo aver partecipato con ottimi risultati ai campionati americani under-16 nel giugno 2019, Montero inizia a ricevere numerose offerte da club in Spagna e da scuole superiori negli Stati Uniti. Decide di accettare l'offerta del club spagnolo Gran Canaria, iscritto alla Liga ACB. Sempre nel giugno 2019, Montero viene nominato MVP del Basketball Without Borders Americas a Medellín, nonostante fosse un anno più giovane degli altri partecipanti. Alla fine di dicembre 2019 partecipa con la squadra under-18 del Gran Canaria al Torneo di Valencia, valido per la qualificazione all'Adidas Next Generation Tournament, dove tiene una media di 21,3 punti, 4,8 rimbalzi, 4 assist e 1,8 palle rubate a partita. Montero viene nominato MVP della competizione dopo aver segnato 30 punti, sei rimbalzi e sette assist nella vittoria per 88-72 contro la squadra under 18 dell'Unicaja Malaga nella partita per il titolo.

#### Campionato spagnolo
Nella stagione 2019-20 Montero inizia a giocare per il Gran Canaria B, la squadra di riserva del Gran Canaria, iscritto al campionato di terza divisione spagnolo, diventando subito un giocatore chiave per la squadra. Nel suo debutto, avvenuto il 15 dicembre 2019, Montero fa registrare 12 punti, quattro assist e sei recuperi in una vittoria per 84-65 sul Minorca. Una settimana dopo realizza il record stagionale di 28 punti nella vittoria per 97-89 sul Benicarló. Il 18 gennaio 2020, Montero segna 27 punti con sei tiri da tre punti realizzati e sei rimbalzi nella vittoria per 98-82 sul Pardinyes. Termina la stagione con una media di 15,3 punti, 3,4 rimbalzi e tre assist a partita, tirando il 43,5% da tre punti.
Il 27 settembre 2020 Montero esordisce con la squadra senior del Gran Canaria nella Liga ACB, facendo registrare 5 punti e tre rimbalzi in 10 minuti di gioco nella sconfitta per 88-71 contro il Saragozza.

#### Overtime Elite
Il 4 giugno 2021 Montero firma un contratto con la Overtime Elite, la nuova lega creata dal canale Overtime. Montero diventa così il primo giocatore internazionale a firmare con la lega.

### Nazionale
Poco prima di compiere 14 anni, Montero fa il suo debutto in nazionale per la Repubblica Dominicana al FIBA Under 16 Americas Championship 2017 di Formosa, in Argentina. In cinque partite, realizza una media di 9.2 punti, 3.6 rimbalzi e 1.8 assist a partita, portando la sua squadra al quinto posto e garantendole un posto nella Coppa del Mondo FIBA Under 17 2018 in Argentina. Ai Mondiali Under 17, nonostante Montero fosse due anni più giovane della maggior parte dei suoi avversari, disputa un ottimo torneo. In sette partite fa registrare infatti una media di 15,4 punti, 4,9 rimbalzi e 2,9 assist, guidando il torneo in palle rubate (4,1 a partita) e aiutando la Repubblica Dominicana a raggiungere nono posto, uno dei suoi migliori piazzamenti in un torneo mondiale.
Nel dicembre 2018, al Campionato Centrobasket Under-15 di Hermosillo, Montero viene nominato MVP del torneo dopo aver segnato 25,8 punti, 8 rimbalzi e 5 assist di media a partita e aver vinto la medaglia d'oro. Aiuta poi la sua squadra a vincere la medaglia di bronzo al FIBA Under-16 Americas Championship 2019 a Belém. Montero guida il torneo in punti (30,3) e palle rubate (3,3) a partita, a cui aggiunge una media di 9,5 rimbalzi e 3,2 assist. Nella partita per la medaglia di bronzo contro l'Argentina fa registrare 49 punti, 12 rimbalzi e sei recuperi. Viene nominato nel miglior quintetto del torneo. Nel luglio 2019, Montero trascina la Repubblica Dominicana al quarto posto al Campionato Centrobasket Under 17 a San Juan, Porto Rico, dove è il miglior realizzatore del torneo con 28,2 punti a partita, a cui aggiunge sei rimbalzi, 4,4 assist e 4,2 recuperi.
Nell'agosto 2019, all'età di 16 anni, Montero si unisce, insieme ad altri 16 giocatori, alla squadra nazionale senior della Repubblica Dominicana per il ritiro in preparazione della Coppa del mondo di basket FIBA 2019 in Cina. Gioca tre partite di esibizione per la squadra, non venendo però convocato per il torneo.

## Statistiche

### Liga ACB
| Anno     | Squadra      | PG | PT | MP  | TC% | 3P% | TL% | RP  | AP  | PRP | SP | PP |
| -------- | ------------ | -- | -- | --- | --- | --- | --- | --- | --- | --- | -- | -- |
| 2020-21  | Gran Canaria | 5  | 0  | 5,8 | 30  | 0   | 100 | 1,2 | 0,4 | 0,2 | 0  | 2  |
| Carriera | Carriera     | 5  | 0  | 5,8 | 30  | 0   | 100 | 1,2 | 0,4 | 0,2 | 0  | 2  |

### EuroCup
| Anno     | Squadra      | PG | PT | MP  | TC% | 3P% | TL%  | RP  | AP  | PRP | SP | PP |
| -------- | ------------ | -- | -- | --- | --- | --- | ---- | --- | --- | --- | -- | -- |
| 2020-21  | Gran Canaria | 4  | 0  | 4,3 | 20  | 0   | 85,7 | 0,3 | 0,5 | 0   | 0  | 2  |
| Carriera | Carriera     | 4  | 0  | 4,3 | 20  | 0   | 85,7 | 0,3 | 0,5 | 0   | 0  | 2  |

## Palmarès

### Nazionale
- FIBA Centrobasket Under-15 (2018)
- FIBA Americas Under-16 Championship (2019)

### Individuale

#### Club
- Eurocup Rising Star: 1

Valencia: 2024-25
- All-Eurocup First Team: 1

Valencia: 2024-2025

#### Giovanili
- Basketball Without Borders Americas MVP (2019)
- Valencia Euroleague Basketball Next Generation Tournament MVP (2019)
- Valencia All-Euroleague Basketball Next Generation Tournament Team (2019)

#### Nazionale
- FIBA Centrobasket Under-15 MVP (2018)
- FIBA Americas Under-16 Championship All-Star 5 (2019)